# Sydsvenska bankens byggnad, Lund
Sydsvenska bankens byggnad, adress: Stortorget 1, fastighet: Sankt Laurentius 1, är en tidigare bankbyggnad belägen vid Stortorgets norra sida i Lunds stadskärna. På husets västra sida börjar Kyrkogatan och från den östra börjar Kungsgatan.

## Historik

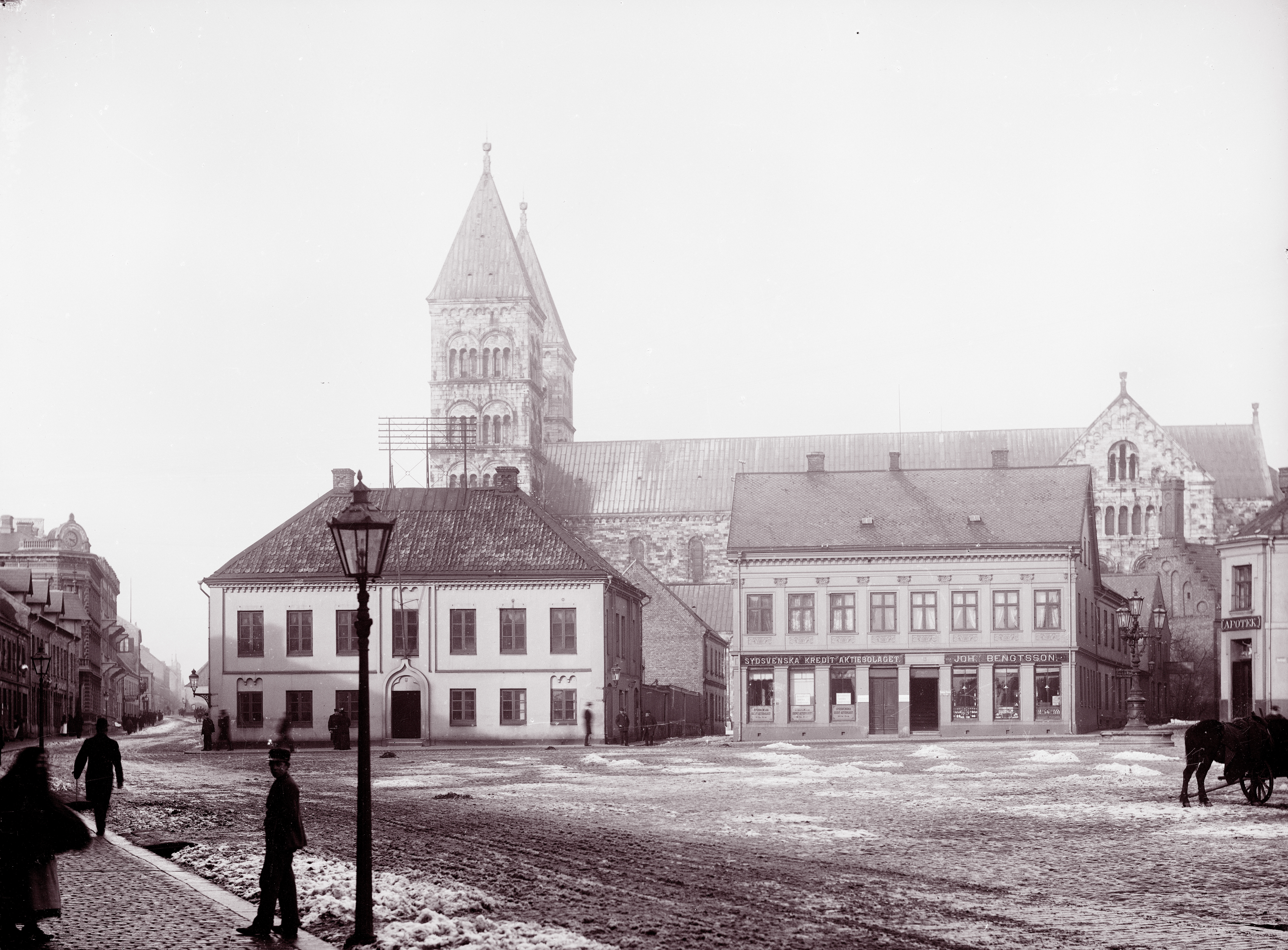
Stortorget runt år 1900. Vid den här tiden fanns Sydsvenska banken på Stortorget 3, men man lämnade denna lokal 1905.

Sydsvenska kreditaktiebolaget hade haft avdelningskontor i Lund sedan den 1 oktober 1896, kort efter bankens grundande. Efter en tid på Bantorget 6 flyttade man den 30 januari 1899 till Stortorget 3. Den 13 juni 1905 flyttade man till Stora Kyrkogatan 6. Då hade man redan börjat planera en omfattande omreglering av Stortorgets norra sida.
På platsen där bankhuset skulle byggas fanns två smalare kvarter som separerades av en gränd, kallad Kyrkogränd eller Lilla Kyrkogatan. Denna gränd försvann vid byggandet av Sydsvenska banken, ett av få exempel på gator ur Lunds medeltida gatunät som helt försvunnit. Tomtens sydvästra sida hade länge varit plats för Lunds rådhus, det sista uppfört 1841 efter Carl Georg Brunius ritningar och använt som rådhus fram till 1900. Det hade därefter från hösten 1900 använts som bankkontor för Kristianstads enskilda bank och affärslokaler, bland annat för juveleraren Otto Holm.
Beslut om omreglering av Gamla rådhus-kvarteren med igenläggning av Lilla Kyrkogatan för att bygga Sydsvenska bankens togs 1905. Brunius rådhus revs i april 1913 inför byggandet av Sydsvenska banken.

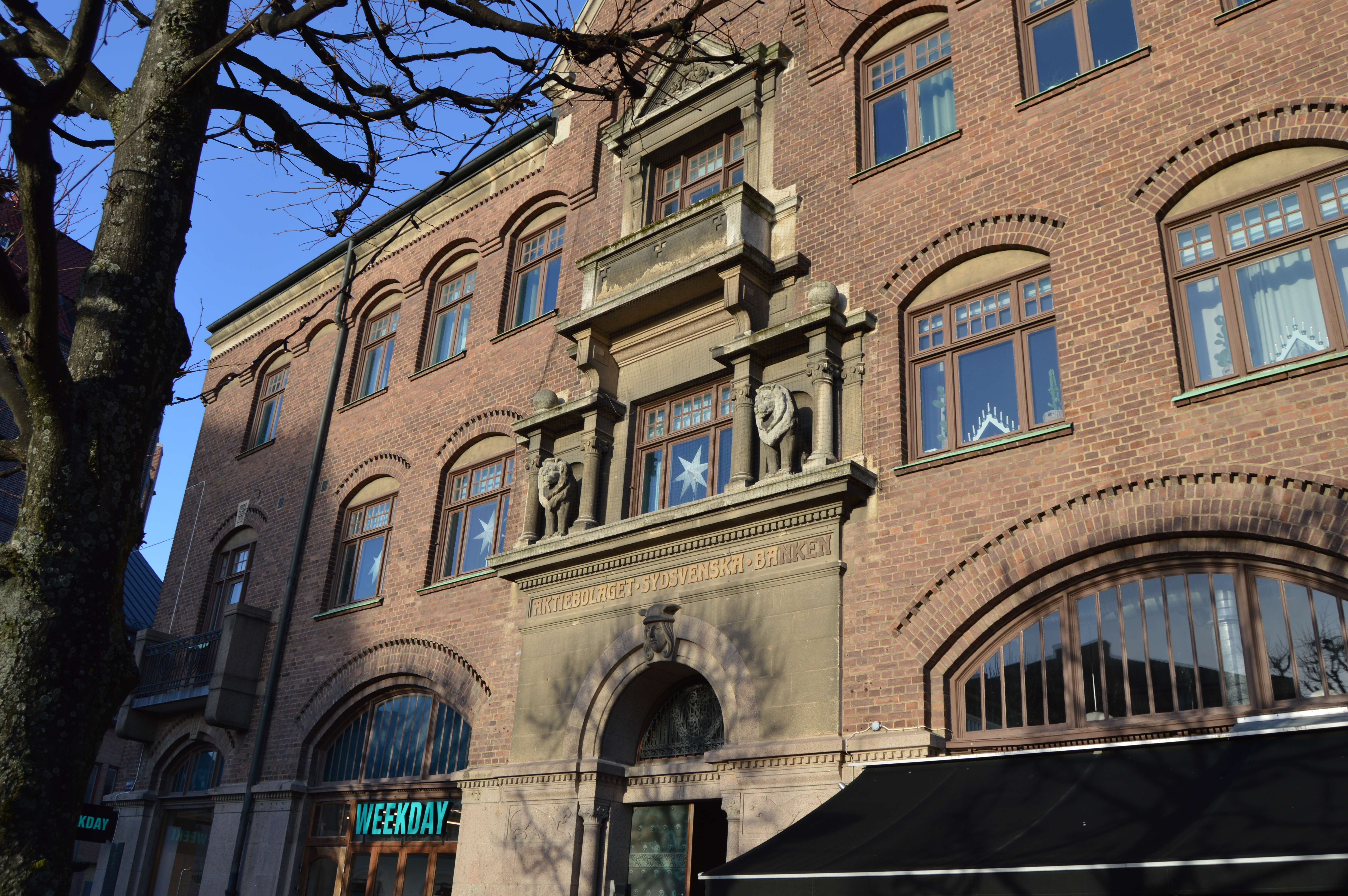
Bankens portal.

Den nya byggnaden ritades av domkyrkoarkitekten Theodor Wåhlin och byggentreprenaden lades ut på Svensson & Strand. Arbetet med att gräva grund inleddes i maj 1913. Byggnaden stod färdig 1915. Den byggdes i Helsingborgstegel med en sockel av granit och fick tre våningar. Mitt på framsidan finns bankens kopparport som flankeras av dekorationer i granit med leopardreliefer och lejonskulpturer. Portalens överdel är gjord i Ignabergakalksten.
Bankkontoret låg mitt i byggnaden och i gatuplanet fanns fem affärslokaler, två mot Stortorget och tre mot Kyrkogatan. På byggnadens sydvästra sida vid Stortorget fanns en affärslokal till vilken textilaffären Carolina Forsberg flyttade in den 21 augusti 1915. Carolina Forsberg flyttade från Mårtenstorget 8 där affären funnits sedan starten 1904. Carolina Forsberg AB lämnade lokalen 1970.
Sydsvenska banken blev senare Skånska banken och åt 1968 lämnade man bankpalatset för att flytta till Stadshallen och Botulfsgatan 1. År 1957 förvärvade Lunds stad fastigheten. Andra våningen var från 1961 skolkontor och i banklokalen på bottenvåningen byggdes kommunens datacentral.
Kommunens datacentral lämnade sedermera byggnaden och det bestämdes att Lilla teatern skulle få ta över lokalen eftersom den skulle lämna sin lokal vid Sandgatan vid utgången av 1986. Beslut om att Lilla teatern skulle tillträda lokalen togs i juni 1986. Arbetet med att riva ut bankinredningen påbörjades redan i juli 1986 eftersom inflytten hade planerats till följande vår. Projekteringen drog dock ut på tiden, bland annat eftersom skolkontoret ville installera en handikapphiss. Våren 1989 kunde teatern slutligen tillträda lokalen. Invigningen kunde ske den 20 januari 1990.
I gatuplanet vid fastighetens sydöstra sida öppnade år 1992 restaurangen "Stortorget". Carolina Forsbergs tidigare lokal i gatuplanet hade då övertagits av skobutiken Herkules Skor som fanns där i 30 år. År 2001 öppnade ägarna till restaurangen en bar och nattklubb i skobutikens tidigare lokal. Man behöll och modifierade skobutikens gamla neonskylt och tog namnet Herkules Bar.

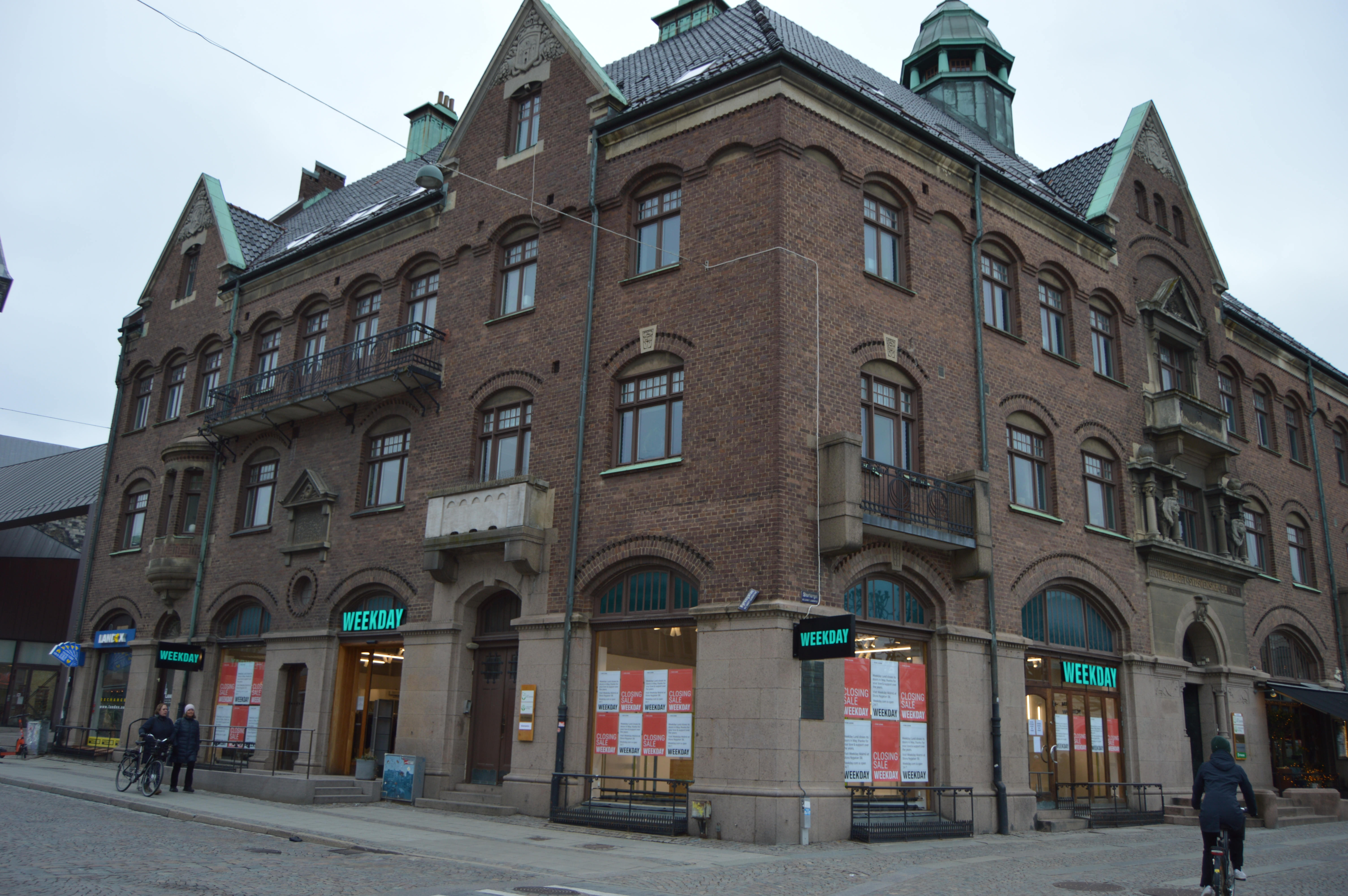
Fasad mot Kyrkogatan.

År 2013 sålde kommunen fastigheten för 60 miljoner. Affären innebar att Lilla teatern tvingades flytta vid utgången av 2013. Även Herkules Bar lade ner i september 2018. Lokalen övertogs i september 2019 av klädbutiken Weekday. Weekday meddelade i mars 2024 att man skulle stänga i maj 2024.